# Anthurium macrospadix
Anthurium macrospadix là một loài thực vật có hoa trong họ Ráy (Araceae). Loài này được Lem. miêu tả khoa học đầu tiên năm 1862.